# Mycetophagus incognitus
Mycetophagus incognitus es una especie de coleóptero de la familia Mycetophagidae.

## Distribución geográfica
Habita en Rusia.